# The Big Eyeball in the Sky
| Recensione | Giudizio |
| ---------- | -------- |
| AllMusic   |          |

The Big Eyeball in the Sky è un album in studio del supergruppo statunitense Colonel Claypool's Bucket of Bernie Brains, pubblicato il 21 settembre 2004 dall'etichetta discografica di Les Claypool, la Prawn Song.

## Tracce
Testi e musiche di Les Claypool, Buckethead, Bernie Worrell e Bryan Mantia.
1. Buckethead – 5:56
2. Thai Noodles – 3:35
3. Tyranny of the Hunt – 4:54
4. Elephant Ghost – 10:01
5. Hip Shot from the Slab – 3:51
6. Junior – 4:22
7. Scott Taylor – 6:15
8. The Big Eyeball in the Sky – 4:35
9. Jackalope – 3:46
10. 48 Hours to Go – 4:14
11. Ignorance Is Bliss – 4:16

## Formazione
Gruppo
- Les Claypool – voce, basso
- Buckethead – chitarra
- Bernie Worrell – tastiera
- Brain – batteria

Altri musicisti
- Gabby La La – cori (tracce 5 e 8)